# Le Voyageur noir
Pour plus de détails, voir Fiche technique et Distribution.

Le Voyageur noir (titre anglais : Black Rider, titre original Schwarzfahrer) est un court métrage allemand réalisé par Pepe Danquart et sorti en 1993.

## Synopsis
Un homme noir est assis dans un tramway berlinois à côté d'une vieille femme blanche, qui énonce des préjugés racistes. Les autres passagers n'interviennent pas.

## Fiche technique
- Titre original : Schwarzfahrer
- Titre français : Le Voyageur noir
- Titre anglais : Black Rider
- Réalisation : Pepe Danquart
- Scénario : Pepe Danquart
- Image : Ciro Cappellari
- Musique : Michel Seigner
- Durée : 12 minutes
- Date de sortie : 11 février 1993

## Distribution
- Senta Moira : la vieille femme
- Paul Outlaw : l'homme noir
- Andreas Schmidt
- Stefan Merki
- Klaus Tilsner
- Andrea Katzenberger
- Mark Tiedemann

## Distinctions
- 1994 : Oscar du meilleur court métrage en prises de vues réelles[1]
- Meilleur court métrage au festival du film de Melbourne
- Récompensé dans les festivals de San Francisco, Montreal, Berlin, Valladolid, San Sebastian[2]